# Sainte-Hermine
Sainte-Hermine – miejscowość i gmina we Francji, w regionie Kraj Loary, w departamencie Wandea.
Według danych na rok 1990 gminę zamieszkiwało 2 285 osób, a gęstość zaludnienia wynosiła 66 osób/km² (wśród 1504 gmin Kraju Loary Sainte-Hermine plasuje się na 244. miejscu pod względem liczby ludności, natomiast pod względem powierzchni na miejscu 207.).